# معین محمودزاده
معین محمودزاده (۲۳ بهمن ۱۳۶۵ – ۷ اسفند ۱۴۰۲) بازیگر ایرانی بود. او بازیگری را از سینما، با فیلم بوفالو (۱۳۹۳) به کارگردانی کاوه سجادی حسینی شروع کرد.
او در مجموعه‌های زیر هم‌کف، راز بقا، سرگیجه، نیوکمپ، گیسو و میدان سرخ نقش‌آفرینی کرده بود.

## درگذشت
معین محمودزاده، شامگاه دوشنبه ۷ اسفند ۱۴۰۲، به علت سکتهٔ قلبی در خواب و در سن ۳۷ سالگی در تهران درگذشت.
پیکر وی در ۹ اسفند ۱۴۰۲ دفن شد.
آخرین کار او سریال نیوکمپ بود و به تازگی در یک فیلم کوتاه هم، نقش‌آفرینی کرده بود.

## فیلم‌شناسی

#### نمایش خانگی
| سال  | عنوان     | کارگردان           |
| ---- | --------- | ------------------ |
| ۱۴۰۲ | نیوکمپ    | منوچهر هادی        |
| ۱۴۰۱ | سرگیجه    | بهرنگ توفیقی       |
| ۱۴۰۱ | راز بقا   | سعید آقاخانی       |
| ۱۴۰۰ | میدان سرخ | ابراهیم ابراهیمیان |
| ۱۳۹۹ | گیسو      | منوچهر هادی        |

#### سینما
| سال  | عنوان  | کارگردان         |
| ---- | ------ | ---------------- |
| ۱۳۹۳ | بوفالو | کاوه سجادی حسینی |